# 今泉みね子
今泉 みね子（いまいずみ みねこ、1948年 - ）は、日本の環境ジャーナリスト、翻訳家。

## 略歴
東京都生まれ。女子学院高等学校、国際基督教大学教養学部自然科学科生物学（生態学）専攻卒業。1983年から1986年に、西ドイツのフライブルク大学に子連れ留学する。1990年からフライブルクに永住、ヨーロッパの環境政策・対策について執筆・講演・調査、生物学や環境保護についての英語・ドイツ語文献の翻訳を行う。動物学者・今泉吉晴は元夫。

## 著書
- 『緑のフライブルクで愛を見た』（講談社） 1994
- 『ドイツを変えた10人の環境パイオニア』（白水社） 1997
- 『みみずのカーロ シェーファー先生の自然の学校』（合同出版） 1999
- 『フライブルク環境レポート』（中央法規出版） 2001
- 『6000000000個の缶飲料 町をかえたマリーとF組の子どもたち』（合同出版） 2001
- 『森の幼稚園 シュテルンバルトがくれたすてきなお話』（アンネッテ・マイザー共著、合同出版） 2003
- 『ここが違う、ドイツの環境政策』（白水社） 2003
- 『ドイツ発、環境最新事情』（中央法規出版） 2004
- 『励ます弁当 日本からドイツへ、さらに遠くの国へ』（ランダムハウス講談社） 2008
- 『クルマのない生活 フライブルクより愛をこめて』（白水社） 2008
- 『脱原発から、その先へ ドイツの市民エネルギー革命』（岩波書店） 2013

## 翻訳
- 『文明に囚われた動物たち 動物園のエソロジー』（H・ヘディガー、今泉吉晴共訳、思索社） 1983
- 『ザ・サバイバル 動物生き残りの知恵』（フランツ・ガイザー, ハンス・ドッセンバッハ、誠文堂新光社） 1985
- 『ナチュラリスト志願』（ジェラルド・ダレル, リー・ダレル、日高敏隆共訳、ティビーエス・ブリタニカ） 1985
- 『線画の世界 人間のもう一つの言葉』（ゲロルフ・シュタイナー、思索社） 1988
- 『シュテュンプケ氏の鼻行類 分析と試論』（カール・D・S・ゲーステ、思索社） 1989.10
- 『ネコの本』（デヴィド・テイラー、日本テレビ放送網） 1990.4
- 『ライオン、忍び寄る黄金の影』（ジョージ・B・シャラー、今泉吉晴共訳、早川書房） 1990.9
- 『オオカミと生きる』（ヴェルナー・フロイント、白水社） 1991
- 『ローレンツとは誰だったのか あるサイコグラムの試み』（ノルベルト・ビショッフ、白水社） 1992
- 『体と家庭を守る家事法50 環境問題先進国ドイツに学ぶ』（カトリーヌ・ベーレント, ブリギッテ・シュメルツァー、主婦の友社） 1992
- 『地球環境を壊さない生活法50 環境問題先進国ドイツに学ぶ』（ゲルト・プフィッツェンマイヤー, ブリギッテ・シュメルツァー、主婦の友社） 1992
- 『動物の性生活』（ヘルベルト・ヴェント、博品社） 1994.11
- 『コンラート・ゲスナー 生涯と著作』（ハンス・フィッシャー、博品社） 1994.4
- 『オオカミ その行動・生態・神話』（エリック・ツィーメン、白水社） 1995.4
- 『愛の解剖学』（カール・グラマー、紀伊国屋書店） 1997.2
- 『ネコの行動学』（パウル・ライハウゼン、今泉吉晴共訳、どうぶつ社） 1998.4
- 『環境にやさしい幼稚園・学校づくりハンドブック』（エーリッヒ・ルッツ, ミヒャエル・ネッチャー、ドイツ環境自然保護連盟編、中央法規出版） 1999.4
- 『環境マネジメントによるコスト削減 ドイツ100社の1000の成功例』（マクシミリアン・ゲーゲ編、白水社） 1999
- 『ソーラー地球経済』（ヘルマン・シェーア、岩波書店） 2001
- 『イルカがくれた奇跡 障害児とアニマルセラピー』（カタリーナ・ツィンマー、白水社） 2006
- 『野をわたる風にのる』（アンネ・メッラー、岩波書店） 2006 - 大型絵本
- 『巣をつくるあなをほる 虫の子育て』（アンネ・メッラー、岩波書店） 2006 - 大型絵本
- 『哲学者とオオカミ 愛・死・幸福についてのレッスン』（マーク・ローランズ、白水社） 2010
- 『インフォグラフィクス原発 放射性廃棄物と隠れた原子爆弾』（エステル・ゴンスターラ、岩波書店） 2011
- 『インフォグラフィクス気候変動』（エステル・ゴンスターラ、岩波書店） 2013